# 田中幸長
田中 幸長（たなか ゆきなが、1986年2月1日 - ）は、元社会人野球選手（内野手、外野手）である。

## 来歴
愛媛県生まれ。伊予市立伊予小学校1年から野球を始め、伊予市立伊予中学校1年のときにえひめ港南シニアで全国大会8強入り。愛媛県立宇和島東高等学校では3年夏の愛媛大会準優勝が最高で甲子園出場はなかった。高校通算31本塁打。
2004年に早稲田大学スポーツ科学部に進学し野球部に入り、同年秋季リーグ戦でリーグ史上初めて初打席から2打席連続（いずれも代打）本塁打を記録した。翌2005年からは左翼手の定位置を確保するとともに4番に座り、3年生となった2006年春季リーグ戦から成績も向上しリーグを代表する長距離砲としての地位を確立する。このシーズンから4季連続してベストナインを獲得した。
2007年度には早大の第97代主将に就任、新人・斎藤佑樹の活躍もあってチーム史上3度目となる3連覇を達成、同年秋季リーグ戦では戦後12人目となる三冠王（早大からは1978年秋季岡田彰布、2001年春季鳥谷敬に次ぐ3人目）に輝き、第56回全日本大学野球選手権大会ではチームを33年ぶりの日本一に導いた。リーグ通算84試合出場、283打数89安打、打率.314、10本塁打、66打点。
2008年にトヨタ自動車に入社。秋口から実戦に起用され始め4番を打つ。2009年の第80回都市対抗野球大会では5番・三塁手を務め準優勝に輝いたが、その後は試合出場機会が徐々に減少した。2014年には西濃運輸の補強選手として第85回都市対抗野球大会の優勝に貢献したが、同年限りで現役を引退した。

## 主な表彰・タイトル
- 第35回社会人野球日本選手権大会打撃賞・優秀選手（2008年）
- 第80回都市対抗野球大会優秀選手（2009年）

## 日本代表キャリア
- 第36回日米大学野球選手権大会日本代表（2007年）